# Geelkaptroepiaal
De geelkaptroepiaal (Chrysomus icterocephalus) is een zangvogel uit de familie Icteridae (troepialen).

## Verspreiding en leefgebied
Deze soort telt twee ondersoorten:
- C. i. bogotensis: noordelijk deel van Centraal-Colombia.
- C. i. icterocephalus: noordelijk Colombia, Venezuela, de Guyana's, noordelijk en westelijk Brazilië en noordoostelijk Peru.